# Jaksi Taksi
Jaksi Taksi je pražská pop-punková hudební kapela.
Kapela byla založená roku 1992, bubeníkem Alešem a tehdejším kytaristou Radkem. Jejími členy jsou Radek (zpěvák), Šimon (kytara, zpěv), Tony (baskytara, zpěv) a Štěpán (bicí). Kapela postupně přešla od punk rocku k pop punku. Kapela je oblíbená hlavně u mládeže. Pravděpodobně největší hit kapely je píseň „Škola“ z CD Zachovejte paniku!. V anketě Český slavík Mattoni 2007 v kategorii skupina skončili s 668 body na 45. místě.
Kapela Jaksi Taksi také adoptovala na dálku thajského chlapce.

## Historie
Ze začátku[kdy?] se v kapele vystřídalo mnoho lidí,[ujasnit] někteří hráli na klávesy nebo saxofon. Na první album Trocha rachotu z březského kutlochu (TRZBK) se kapela zadlužila a proto se následující deska Uvěř a zaplať musela vydávat jen na MC. Radek, do té doby kytarista, roku 2000 přešel na basu a na kytaru nastoupil dnes již bývalý basák Bžabža. Před vydáním CD Zachovejte paniku! se Radek vrátil ke kytaře, na basu přišel Štěpán a také se ke kapele přidal kytarista Karel. Na začátku roku 2006 odešel Štěpán a basu vzal do svých rukou opět Radek.[zdroj?]

## Členové
- Radek – zpěv
- Šimon – elektrická kytara
- Tony – baskytara
- Štěpán – bicí

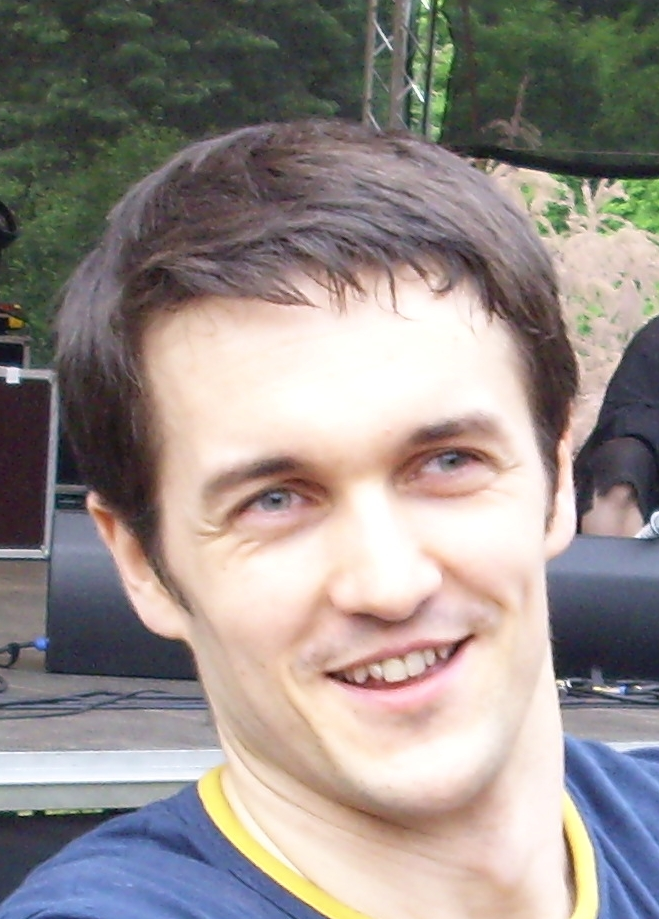
Radek (foceno v Teplicích 24. května 2008)
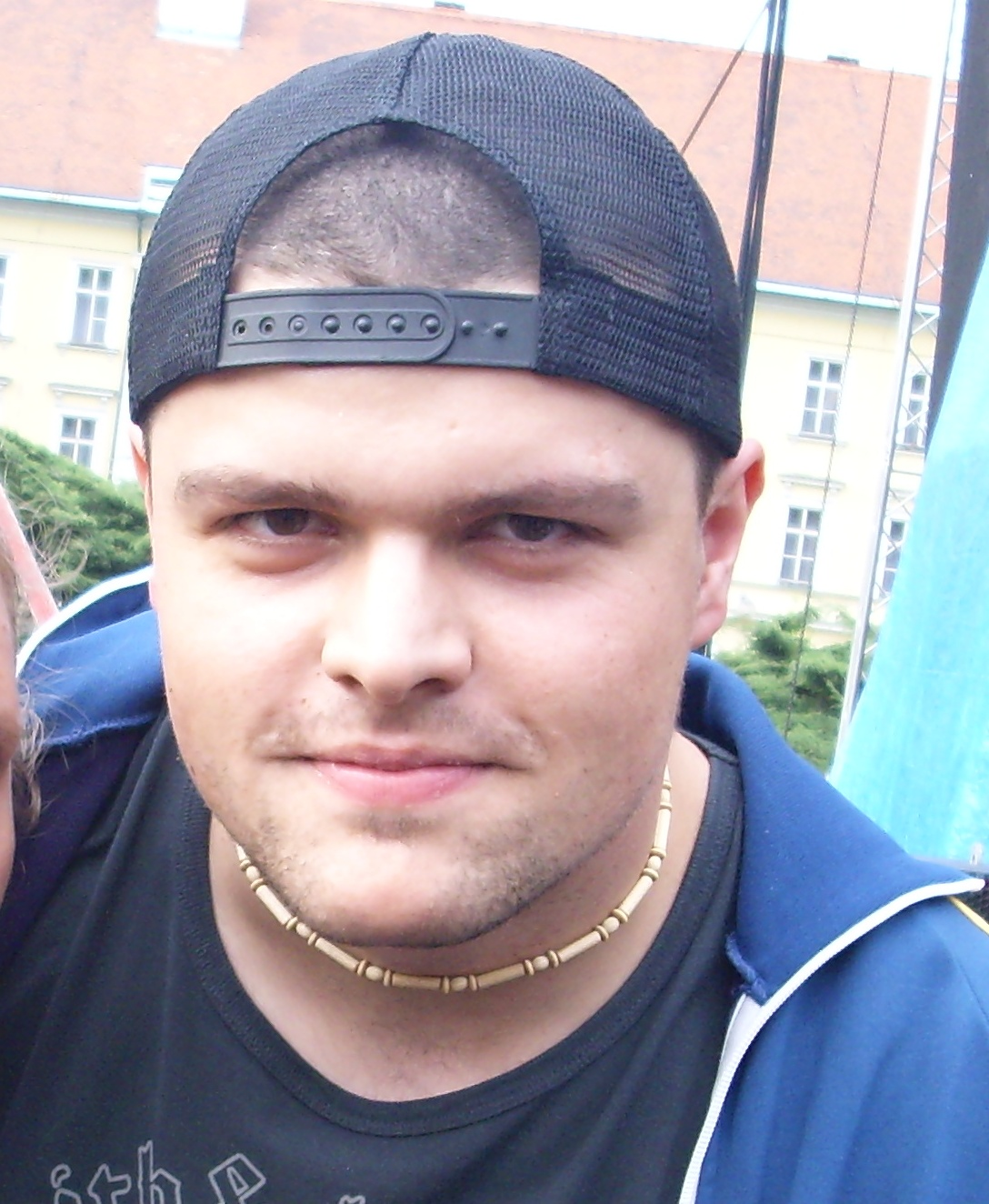
Karel (foceno v Teplicích 24. května 2008)
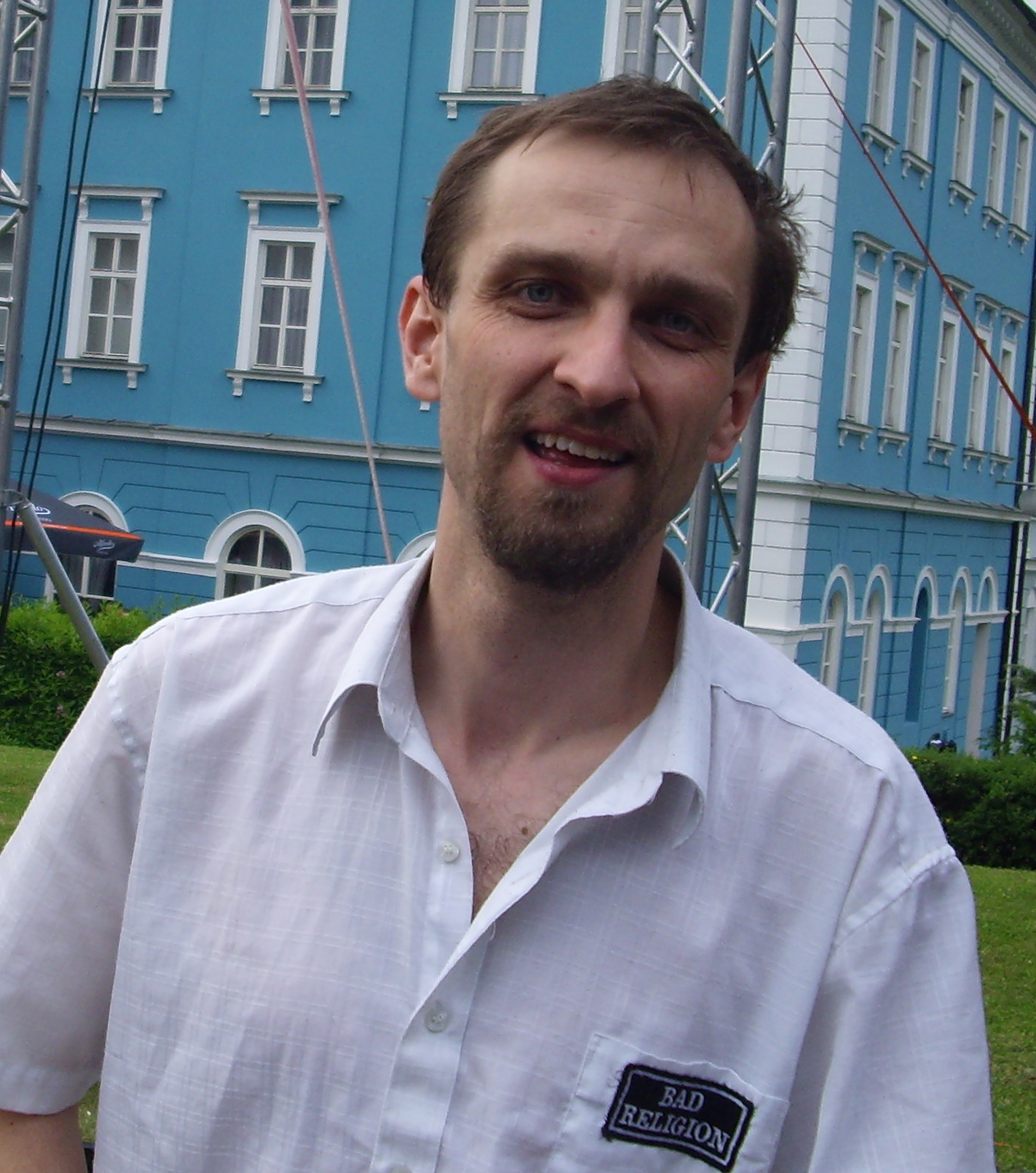
Aleš (foceno v Teplicích 24. května 2008)

## Diskografie

### Alba
- TRZBK (1994)
- Málo krve (1995)
- Hysterčák (1997)
- Uvěř a zaplať (1999)
- Na běžícím pásu (2000)
- On-Line (2001)
- Live 2002 (2003)
- Všechno dobrý (2004)
- Zachovejte paniku! (2005)
- Optimista (2008)
- Signál (2011)

### Singly
V říjnu 2014 vydali singl, kde se zamýšlí nad problémem „Selfie“.
Na jaře roku 2015 vydali společnou píseň s kapelou Harlej k příležitosti společného turné s názvem „Show“. 6. června 2015 vznikl song s názvem „Nashledanou“ od Tonnyho. Na první letní den 21. června 2015 vydali píseň, zamýšlející se nad ročními obdobími. Nese název „Léto“ a paroduje interprety, kteří se každé léto snaží udělat letní hit. V červenci 2015 vydala kapela píseň zaměřující se na problémy jako jsou uprchlíci a situace na Ukrajině, či jiné, tedy s názvem „EU-ROPA“.